# Pot Black 1980
Der Pot Black 1980 war ein Snooker-Einladungsturnier im Rahmen der Saison 1979/80. Das Turnier wurde vom 27. bis zum 30. Dezember 1979 in den Pebble Mill Studios im englischen Birmingham ausgetragen und später im Fernsehen gezeigt. Sieger wurde Eddie Charlton aus Australien, der im Finale den walisischen Titelverteidiger Ray Reardon besiegte. Angaben über das höchste Break und das Preisgeld sind unbekannt.

## Turnierverlauf
Die acht Turnierteilnehmer wurden erneut in zwei Vierer-Gruppen aufgeteilt, aus denen nach einem einfachen Rundenturnier die beiden Gruppenbesten ins Halbfinale einzogen. Mitsamt einem Spiel um den dritten Platz wurde ab dann das Turnier im K.-o.-System entschieden. Mit Ausnahme des Endspiels im Modus Best of 3 Frames war jedes Spiel nur einen Frame lang; Schiedsrichter jeder Partie war Sydney Lee aus England.

### Gruppenphase

#### Gruppe 1
| Pos. | Spieler         | Partien | S | N | Frames |
| ---- | --------------- | ------- | - | - | ------ |
| 1    | Ray Reardon     | 3       | 3 | 0 | 3:0    |
| 2    | Dennis Taylor   | 3       | 2 | 1 | 2:1    |
| 3    | Terry Griffiths | 3       | 1 | 2 | 1:2    |
| 4    | John Spencer    | 3       | 0 | 3 | 0:3    |

| Spiel | Spieler 1       | Ergebnis | Spieler 2       |
| ----- | --------------- | -------- | --------------- |
| 1     | Terry Griffiths | 01:01    | John Spencer    |
| 2     | Ray Reardon     | 01:01    | Terry Griffiths |
| 3     | Ray Reardon     | 01:01    | John Spencer    |
| 4     | Ray Reardon     | 01:01    | Dennis Taylor   |
| 5     | Dennis Taylor   | 01:01    | John Spencer    |
| 6     | Dennis Taylor   | 01:01    | Terry Griffiths |

#### Gruppe 2
| Pos. | Spieler        | Partien | S | N | Frames |
| ---- | -------------- | ------- | - | - | ------ |
| 1    | Eddie Charlton | 3       | 3 | 0 | 3:0    |
| 2    | Doug Mountjoy  | 3       | 1 | 2 | 1:2    |
| 2    | Graham Miles   | 3       | 1 | 2 | 1:2    |
| 2    | Perrie Mans    | 3       | 1 | 2 | 1:2    |

| Spiel | Spieler 1      | Ergebnis | Spieler 2     |
| ----- | -------------- | -------- | ------------- |
| 1     | Eddie Charlton | 01:01    | Perrie Mans   |
| 2     | Eddie Charlton | 01:01    | Graham Miles  |
| 3     | Eddie Charlton | 01:01    | Doug Mountjoy |
| 4     | Perrie Mans    | 01:01    | Doug Mountjoy |
| 5     | Graham Miles   | 01:01    | Perrie Mans   |
| 6     | Doug Mountjoy  | 01:01    | Graham Miles  |

### Finalrunde
|  | Halbfinale 1 Frame       | Halbfinale 1 Frame |               |   | Finale Best of 3 Frames | Finale Best of 3 Frames |
|  |                          |                    |               |   |                         |                         |
|  | Ray Reardon              | 1                  |               |   |                         |                         |
|  | Doug Mountjoy            | 0                  |               |   |                         |                         |
|  |                          |                    |               |   |                         |                         |
|  |                          |                    |               |   |                         |                         |
|  | Ray Reardon              | 1                  |               |   |                         |                         |
|  |                          | Eddie Charlton     | 2             |   |                         |                         |
|  |                          |                    |               |   |                         |                         |
|  | Spiel um Platz 3 1 Frame |                    |               |   |                         |                         |
|  |                          |                    | Doug Mountjoy | 1 |                         |                         |
|  | Eddie Charlton           | 1                  | Dennis Taylor | 0 |                         |                         |
|  | Dennis Taylor            | 0                  |               |   |                         |                         |

#### Finale
Sowohl Ray Reardon als auch Eddie Charlton hatten bislang zweimal den Pot Black gewonnen. Bei dieser Ausgabe waren sie ohne Niederlage ins Endspiel eingezogen und spielten nun um den Turniersieg. Mit einem 1:2-Finalsieg fiel dieser in die Hände von Charlton, der damit seinen dritten Titel holte und damit mit Rekordhalter John Spencer gleichzog.
| Finale: Best of 3 Frames Schiedsrichter/in: Sydney Lee Pebble Mill Studios, Birmingham, England, 30. Dezember 1979 |                |                |
| Ray Reardon | 1:2            | Eddie Charlton |
| 74:16, 30:85, 54:68                                                                                                |                |                |
| – | Höchstes Break | –              |
| – | Century-Breaks | –              |
| – | 50+-Breaks     | –              |